# 線あそび
線あそびとは、3歳未満児がクレヨンやマーカー等の筆記用具を握って線を描いて楽しむ行為。1歳前後から始めるといわれている。

## 概要
なぜ1歳前後になると線あそびを始めるかについては、その理由は、まだ十分に解明されていない。しかし、どの子も始めることが事実なので、人間としての自然発生的行為としてみられている。チンパンジーも画用紙とマーカーを与えられると線あそびをするが、円スクリブルに終わってしまい、その後の発達は見られない。これに対し人間の場合、線あそびはさらに人物表現へと発達し、以後自分の見たことや知っていること、想像したことなどを絵に描いて楽しむ。

## 子供の絵画活動と線
子供の遊びを見ると、土の上に絵を描いたり、画用紙に絵を描いたりしているが、いずれも線での表現が多い。線での表出や表現の活動は子供にとって最高の方法であるからと言われている
発達的にみると、1歳前後で線あそびが始まり、年少・年中・年長になっても絵を描く時は、線描きが中心となっている。
- 表出とは…心の吐き出し的行為であり、心の中が自然に表れている、いわゆる「あらわれ」である。
- 表現とは…心を意図的に外に表し、誰かに伝達しようとする行為であり、いわゆる「あらわし」である。

## 「なぐり描き」「スクリブル」との違い
子供の線あそびは、「なぐり描き」のようにいい加減な線ではない。「スクリブル」は、線あそびに至るまでの発達段階の1つである。子供の線あそびは、決して「なぐり描き」ではなく、表出活動である。